# Кетроаса
Кетроаса (рум. Chetroasa) — село в Криулянском районе Молдавии. Наряду с сёлами Хрушова и Чоплень входит в состав коммуны Хрушова.

## География
Село расположено на высоте 33 метра над уровнем моря.

## Население
По данным переписи населения 2004 года, в селе Кетроаса проживает 150 человек (73 мужчины, 77 женщин).
Этнический состав села:
| Национальность | Число жителей | Процентный состав |
| -------------- | ------------- | ----------------- |
| молдаване      | 150           | 100,0             |
| Всего          | 150           | 100 %             |